# Kazuo Ečigo
Kazuo Ečigo (* 28. prosinec 1965) je bývalý japonský fotbalista.

## Klubová kariéra
Hrával za JEF United Ichihara, Vegalta Sendai.

## Reprezentační kariéra
Kazuo Ečigo odehrál za japonský národní tým v letech 1986–1987 celkem 6 reprezentačních utkání.

## Statistiky
| Japonsko | Japonsko | Japonsko |
| Roky     | Záp.     | Góly     |
| -------- | -------- | -------- |
| 1986     | 3        | 0        |
| 1987     | 3        | 1        |
| Celkem   | 6        | 1        |